# Eric Barber (cầu thủ bóng đá Anh)
Eric Barber (25 tháng 3 năm 1926 – 25 tháng 4 năm 2015) là một cầu thủ bóng đá người Anh thi đấu ở vị trí tiền đạo hay winger tại Football League cho Rochdale. Ông đầu quân cho Stockport County, Sheffield United và Bolton Wanderers mà không đá trận nào, và cũng thi đấu bóng đá non-league cho Macclesfield Town, Witton Albion và Stalybridge Celtic.